# Eduardo Marquina
Pour les articles homonymes, voir Marquina (homonymie).
Eduardo Marquina, né le 21 janvier 1879 à Barcelone et mort le 21 novembre 1946  à New York, où il était en poste comme diplomate, est un poète et dramaturge espagnol, dont l'œuvre se situe dans le modernisme catalan.
Son drame historique En Flandes se ha puesto el Sol est récompensé par le prix du drame historique. Il est traduit en français sous le titre En Flandre le soleil s'est couché par le jeune écrivain belge Prosper-Henri Devos.
Il collabore à la revue littéraire La Esfera.
Eduardo Marquina intègre l'Académie royale espagnole en 1931.
À l'initiative du roi Alphonse XIII, Marquina écrit la première version des paroles de l'hymne national espagnol dont la musique a été composée au XVIIIe siècle, mais qui ne sera cependant jamais officialisée.

## Postérité
Le Turó Park, œuvre de l'architecte paysagiste Nicolau Maria Rubió i Tudurí, lui est dédié à Barcelone.